# Du, bara du
Du, bara du är ett studioalbum från 1977 av det svenska dansbandet Thorleifs. Albumet placerade sig som högst på 12:e plats på den svenska albumlistan. Några låtar är på engelska.

## Låtlista
1. "Ring en signal"
2. "Om du lämnar mig"
3. "Du var min vän" ("Tear Me Apart")
4. "Words" (instrumental)
5. "Du, bara du" ("Making Believe")
6. "Back to Schooldays"
7. "I ett fotoalbum"
8. "Save the Last Dance for Me"
9. "Försök att förstå" ("Have You Ever Seen the Rain?")
10. "Länge leve kärleken"
11. "Balalajka"
12. "Rebeckas sång"
13. "I natt är jag din"
14. "Tonio" ("There Goes My Baby")

## Listplaceringar
| Lista (1977-1978) | Topplacering |
| ----------------- | ------------ |
| Sverige           | 12           |